# Bo Nilsson
Bo Nilsson (ur. 1 maja 1937 w Skelleftehamn, zm. 25 czerwca 2018 w Sztokholmie) – szwedzki kompozytor.

## Życiorys
Mieszkał w małym miasteczku Malmberget w północnej Szwecji. Dysponował jedynie podstawowym wykształceniem muzycznym i elementarnymi doświadczeniami jako pianista jazzowy, w zakresie kompozycji był samoukiem. Poznał dzieła XX-wiecznej awangardy muzycznej z audycji radiowych i lektury nielicznych dostępnych partytur. W 1956 roku jego utwór 2 Stücke został zaprezentowany na antenie kolońskiej rozgłośni Westdeutscher Rundfunk w ramach cyklu Musik der Zeit, a w 1957 roku kompozycja Frequenzen została wykonana na festiwalu Międzynarodowego Towarzystwa Muzyki Współczesnej w Zurychu, jako jedyny utwór skandynawskiego kompozytora. Był uczestnikiem Międzynarodowych Letnich Kursów Nowej Muzyki w Darmstadcie, gdzie wykonywano jego utwory.
Na przełomie lat 50. i 60. cieszył się dużą popularnością, uważany był za jednego z najoryginalniejszych twórców młodego pokolenia. Jego sława szybko jednak przygasła, kompozytor nie uczestniczył bowiem w żadnych wydarzeniach festiwalowych i nie wykładał na żadnej z prestiżowych uczelni, braki warsztatowe spowodowały też brak oryginalności kolejnych utworów. W 20 lat po spektakularnym debiucie niemiecki muzykolog Hanspeter Krellmann opisywał go jako zapomnianego już awangardzistę.
Opublikował autobiografie Spaderboken (wyd. Sztokholm 1966) i Livet i en mössa (wyd. Sztokholm 1984).

## Twórczość
We wczesnym okresie swojej twórczości wzorował się na serializmie Karlheinza Stockhausena i fakturze instrumentacyjnej Pierre’a Bouleza, stosując punktualistyczne zatomizowanie materiału dwunastodźwiękowego i niekonwencjonalne kombinacje instrumentacyjne z charakterystycznym pierwszoplanowym eksponowaniem aparatu perkusyjnego, skomplikowane podziały rytmiczne i liczbowo-ułamkową skalę dynamiki. Podejmował próby z aleatoryzmem i muzyką graficzną. Jego muzyka cechuje się dużą wrażliwością kolorystyczną.
W miarę upływu czasu Nilsson odszedł od trendów awangardowych, a jego muzyka uległa konwencjonalizacji. W latach 60. zaczął pisać głównie muzykę na potrzeby kina i telewizji, nawiązując do tradycji szwedzkiego romantyzmu.

## Wybrane kompozycje
(na podstawie materiałów źródłowych)

### Utwory orkiestrowe
- Buch der Veränderungen (1957)
- Versuchungen na 3 grupy orkiestrowe (1958–1961)
- Plexus (1959)
- Szene I–III na orkiestrę kameralną (1961)
- Entrée na taśmę i orkiestrę (1963)
- Séance na orkiestrę i taśmę (1963)
- 4 prologi (1963)
- Litanei über das verlorene Schlagzeug na orkiestrę bez perkusji (1965)
- Revue (1967)
- Quartets na 36 instrumentów dętych, perkusję i taśmę (1969)
- Caprice (1970)
- Exit na taśmę i orkiestrę (1970)
- Eurythmical Voyage na fortepian, taśmę i orkiestrę (1970)
- Tesbih (1973)
- Koncert organowy (1992)
- Kaleidoskop na flet, wibrafon i orkiestrę kameralną (1997)
- Arctic Air na orkiestrę (2001)

### Utwory kameralne
- Frequenzen na flet piccolo, flet, perkusję, gitarę, ksylofon, wibrafon i kontrabas (1955–1956)
- 2 Stücke na flet, klarnet basowy, fortepian i perkusję (1956)
- Zeiten im Umlauf na 8 instrumentów dętych drewnianych (1957)
- Kreuzungen na flet, wibrafon, gitarę i ksylofon (1957)
- 20 Gruppen na flet piccolo, obój i klarnet lub 3 dowolne instrumenty (1958)
- Stenogramm na perkusję i organy (1959)
- Reaktionen na od 1 do 4 perkusji (1960)
- Szene I na 2 flety, 2 trąbki, fortepian, harfę i 2 perkusje (1960)
- Szene II na 6 trąbek, 6 skrzypiec, 4 perkusje, fortepian, harfę, czelestę i wibrafon (1961)
- Déjà-vu na kwartet dęty (1967)
- Attraktionen na kwartet smyczkowy (1968)
- Design na skrzypce, klarnet i fortepian (1968)
- Déjà-connu na kwintet dęty (1973)
- Taqsim-Caprice-Maqam na zespół instrumentów (1974)
- Fragments na marimbę i 5 tajskich gongów (1975)
- Déjà connu, déjà entendu na kwintet dęty (1976)
- Bass na tubę, perkusję i elektroniczne źródła dźwięku (1978)
- Kwintet fortepianowy (1979)
- Amatista per madre Tua Maria na kwintet dęty (1980)
- Plexis na instrumenty dęte, perkusję i fortepian (1980)
- Wendepunkt na instrumenty dęte blaszane i live electronics (1981)
- Carte postale a Sten Frykberg na kwintet dęty (1985)
- Infrastruktur na kwintet dęty (1986)
- Vykort till Gällivare na zespół dęty (1993)

### Utwory fortepianowe
- Bewegungen (1956)
- Schlagfiguren (1956)
- Quantitäten (1958)
- Rendezvous (1968)
- Arctic Romance (1995)

### Utwory wokalno-instrumentalne
- kantata kameralna Ett blocks timme na sopran i 6 instrumentalistów (1957–1958)
- trylogia kantatowa Brief an Gösta Oswald: 
  - 1. Ein irrender Sohn na alt, flet altowy i zespół instrumentów (1959)
  - 2. Mädchentotenlieder na sopran i zespół instrumentów (1958)
  - 3. Und die Zeiger seiner Augen wurden langsam zurückgedreht na sopran, alt, chór żeński, orkiestrę i 4 głośniki (1958)
- La Bran na chór i orkiestrę (1961)
- La Bran na saksofon, chór i orkiestrę (1963–1976)
- Quartets na kwartet wokalny, kwartet dęty i kwartet perkusyjny (1969)
- Om kanalerna på Mars na mezzosospran, tenora i 8 instrumentalistów (1970)
- Nazm na recytatorów, głosy solowe, chór, orkiestrę i taśmę, wszyscy z amplifikacją (1972–1973)
- Szene IV na saksofon, orkiestrę i chór (1974–1975)
- Flöten aus der Einsamkeit na sopran i 9 instrumentalistów (1976)
- Madonna na mezzosopran i zespół instrumentów (1977)
- Liebeslied na mezzosopran, orkiestrę i aparaturę elektroakustyczną (1980)
- Arctic Love Affair na baryton i fortepian (1996)

### Utwory elektroniczne
- Audiogramme na taśmę (1957–1958)